# Guillaume III Beauharnais
Pour les articles homonymes, voir Beauharnais.
Guillaume III Beauharnais, seigneur de Miramion, de La Chaussée, de La Grillière et de Villechaume, mort le 30 octobre 1545 à Orléans, est trésorier des finances et intendant de la maison de Jean d'Orléans, et échevin de la ville d'Orléans en 1512.

## Famille
Fils de Jean Beauharnais, seigneur de Miramion et de Jeanne Boilleve.

### Mariage et descendance
Guillaume III Beauharnais, seigneur de Miramion épousa Marie Le Vassor (fille d'Aignan Le Vassor et de Jeanne Compaing).
Un enfant est né de cette union :
- Guillaume IV Beauharnais, seigneur de Miramion.

## Généalogie
Guillaume III Beauharnais, seigneur de Miramion est l'ascendant de Nicolas de Leuchtenberg.